# Наталія Штрауб
Наталія Штрауб (нім. Natalia Straub, до шлюбу Кисельова; нар. 27 травня 1978, Луганськ) – українська шахістка, від 2007 року представляє Німеччину, гросмейстер серед жінок від 1998 року, чемпіон України серед жінок (1994).

## Шахова кар'єра
Неодноразово представляла Україну на чемпіонатах світу і Європи серед дівчат у різних вікових категоріях. Найбільшого успіху досягла в 1993 році, коли в Сомбатгеї стала чемпіонкою Європи до 16 років. У 1995 році взяла участь у міжзональному турнірі, який відбувся в Кишиневі, проте не досягла успіху. 1996 року перемогла на турнірі Краковія в Кракові. Того самого року поділила 3-тє місце (позаду Ольги Стяжкіної та Дагне Чюкшіте, разом з Оленою Заяц) у Фрідеку-Містеку. У 2000 році поділила 2-ге місце (позаду Йоанни Двораковської, разом з Зоєю Лейчук і Алісою Марич) в Бюлерталі. В 2001 році взяла участь у чемпіонаті світу за олімпійською системою, який пройшов у Москві. У 1-му турі вибила з боротьби Ван Юй, але в 2-му поступилась Алісі Галлямовій. 2003 року поділила 3-тє місце (позаду Олени Дембо і Маргарити Войської, разом із, зокрема, Ніно Хурцидзе на турнірі Акрополіс в Афінах.